# Fuerzas Armadas de Liberación Nacional (Venezuela)
Fuerzas Armadas de Liberación Nacional (FALN) (dansk: Væbnede styrker for national befrielse), var en venezuelansk guerilla-gruppe, som blev dannet i 1962, som modstand mod den demokratisk valgte regering ledet af Rómulo Betancourt.
Gruppen var engageret i byguerilla-aktiviteter, som inkluderede sabotage af udenlandske interesser, blandt andet bombe-attentaterne på henholdsvis det amerikanske varehus Sears Roebuck og den amerikanske ambassade i Caracas.
FALNs guerilla-aktiviteterne var ikke populære i befolkningen, hvilket de klart tilkendegjorde ved det følgende valg i 1963.

## Ekstern henvisning
- The Triumph of Democracy via U.S. Library of Congress Country Studies/Area Handbook Series sponsored by the U.S. Department of the Army between 1986 and 1998 Arkiveret 23. september 2006 hos  Wayback Machine.